# 平岡市三
平岡 市三（ひらおか いちぞう、1898年（明治31年）12月20日 - 1952年（昭和27年）3月20日）は、昭和期の経済学者、教育者、政治家。参議院議員（2期）、経済学博士。

## 経歴
静岡県富士郡北山村（現・富士宮市）出身。1923年（大正12年）日本大学商学部法律学科を卒業した。アメリカに留学し、ワシントン大学、アリゾナ大学で学んだ。
米国カリフォルニア州カダループ日本人会書記長兼日本語学校長、日本大学専門部教授、同経済学部教授、同大監事、日本女子経済専門学校（現嘉悦大学）校長、日本女子経済短期大学（のち嘉悦大学短期大学部）学長、静岡県田子浦高等学校（現静岡県立吉原工業高等学校）校長、嘉悦学園理事長、平岡政治経済研究所長、公認会計士試験委員などを務めた。
1947年（昭和22年）4月の第1回参議院議員通常選挙で静岡県地方区に自由党公認で出馬して初当選（補欠、任期3年）。1950年（昭和25年）6月の第2回通常選挙で再選され、参議院議員に連続2期在任した。この間、参議院自由党政務調査会長、第2次吉田内閣大蔵政務次官などを務めたが、在任中に日本大学附属病院で死去した。死没日をもって勲四等瑞宝章追贈、正五位に叙される。

## 著作
- 講述『工業会計』文運社、1937年。
- 『経済地理学概論』日大堂書店、1942年。
- 『工業原価計算及簿記』邦光堂、1943年。